# ALLHAT
Anti-hypertensive and Lipid-Lowering Treatment to Prevent Heart Attack Trial ou simplesmente ALLHAT é um estudo patrocinado pelo ministério da saúde norte-americano para testar as novas drogas anti-hipertensivas, uma vez que elas eram lançadas por estudos contra placebo. De maneira geral, observa-se que as novas drogas não possuem nenhuma vantagem em relação às antigas, que são muito mais baratas. Observou-se que o diurético tiazídico (tiazida) clortalidona foi mais eficaz que outras drogas em vários desfechos do estudo.